# 선진여객 (인천)
선진여객(先進旅客)은 인천광역시의 시내버스 회사이자 사모펀드 '차파트너스자산운용'의 계열사이며, 본사는 인천광역시 서구 원창로89번길 34(원창동)에 있다. 노선은 인천 간선버스 4개, 광역버스 3개, 지선버스 1개를 소유하고 있다. 이 중 단독으로 입찰한 광역급행버스 M6118번을 제외한 나머지 광역버스, 간선버스, 좌석버스, 지선버스 노선들은 인강여객, 부천버스, 강인여객, 해성운수에서 넘어왔다.

## 연혁
- 2003년 1월 13일: 인천광역시 강화군 선원면 창리에서 자본금 2억원으로 선진버스주식회사로 설립.
- 2006년 9월 1일: 당시 계열사였던 부천시의 시내버스 업체인 부천버스에서 분리된 업체로써 80번과 87번을 인천면허 전환으로 회사 설립.
- 2006년 12월 7일: 인천광역시 서구 원창동 4-14로 본점을 이전과 동시에 선진여객주식회사로 상호 변경.
- 2007년 1월: 80번과 87번 시내버스 노선이 부천시에서 인천광역시 시내버스로 전환과 인천요금제로 바뀌고 선진여객으로 설립되었다.
- 2007년 2월: 강인여객으로부터 300번 좌석버스를 인수하여 운행하였다.
- 2007년 7월: 인천선진교통의 71번 시내버스와 87번 시내버스노선을 통합하여 통합 87번 버스로 ("귤현지구-박촌-임학역-이마트 계산점-삼산지구-아인스월드-현대백화점-순천향병원-송내역")재개통 하였다.
- 2011년: 청라국제도시의 이용객 편의를 위해 72번 시내버스 노선("청라고~광명메이루즈~힐데스하임~청라자이~SK에너지~이마트트레이더스~재능대학~동인천역")을 신설 개통하였다.
- 2012년 1월: 공영급행의 901번 노선("마전지구-검단4거리-당하지구-청라지구-신현여자중학교")을 인수하여 운행하였다.
- 2012년 2월 21일: 자본금을 3억5000만원으로 증액.
- 2012년 3월: 동사인 인강여객의 9300번 노선을 양도받아 운행하였다.
- 2012년 3월 26일: 신동아교통의 17-1번 노선과("수봉공원-제물포시장-남구청입구-신포시장-동인천역")과 72번 노선("청라고~광명메이루즈~힐데스하임~청라자이~SK에너지~이마트트레이더스~재능대학~동인천역")을 통합하여 72번 시내버스로 운행하였다.
- 2012년 4월 23일: 국토해양부지정 광역급행버스 M버스 ("청라국제도시-작전역-신촌역-서울역")의 M6118번 노선에 낙찰되어 운행하였다.
- 2013년 2월: 해성운수로부터 595번 지선버스를 인수받아 운행하였다.
- 2013년 3월 11일: 901번 노선을 폐선하였고, 보유했던 버스를 공영급행에 904-1번 신설개통과 더불어 재양도하였다.
- 2013년 12월 23일: 9300번 노선을 계산교통연수원에서 청라국제도시로 기점을 변경하여 현재 운행하고 있다.
- 2014년 8월 24일: 삼화고속의 9510번 노선과 통합하여 통합 9300번으로 재개통하였다.
- 2015년 10월 12일 ~ 2016년 2월 21일: 파행운행으로 면허가 취소된 인천여객의 4번 시내버스를 공동배차 운행하였다.
- 2015년 12월 23일: 9300번 노선을 분할하여 9301번 노선("신진아파트-부평순복음교회-롯데마트 삼산점-이후 9300번과 동일")을 신설개통 하였고 현재 운행중이다.
- 2016년 7월 30일: 인천시내버스 개편으로 72번 변경과 300번 좌석버스가 여의도 MBC에서 김포공항역으로 단축과 더불어 간선버스로 전환하였다.
- 2017년 3월 25일: 72번 시내버스 노선이 수봉공원 종점에서 연수구 동춘동으로 연장운행한다.
- 2017년 9월 30일: 9301번 노선을 기존 신진아파트-강남역 노선에서 청라버스차고지 - 사당역 노선이 변경되었다.
- 2018년 3월 2일: 기존 9301번 노선이 6800번으로 번호변경과 노선이 변경되어 청라버스차고지 - KTX광명역으로 변경운행한다.
- 2018년 4월 2일: 기존 M6118번 노선이 1800번으로 번호변경과 노선이 변경되어 청라국제도시 - 힐데스하임 구간이 연장되었다.
- 2018년 8월 4일: 청라국제도시역에서 광명역까지 운행하는 6800번 KTX광역셔틀버스 노선이 폐선한다.
- 2019년 3월 30일: 72번 시내버스 노선이 용현시장 구간에서 용현동 용마루뉴타운 구간으로 노선이 변경되어 운행한다.
- 2019년 4월 20일: 1800번 광역급행버스 노선이 갈산역 - 삼산지구 - 부천테크노파크 구간 정차로 노선이 변경되어 운행한다.
- 2019년 8월 24일: 1800번 광역급행버스 노선이 폐선되었다.
- 2019년 12월 28일: 자매회사 공영급행 904번 노선폐선으로 대체노선으로 94번 노선(인천신현초등학교 - 청라국제도시역)을 대체개통하였다.
- 2021년 10월 13일: 신동아교통이 운행했던 1200번 광역버스노선을 인수받아 운행하고 있다.
- 2023년 7월: 사모펀드 '차파트너스'에 피인수.
- 2024년 3월 2일: 300번 시내버스 노선이 86번[2]으로 변경되었고 한정면허 전환으로 신차량[3]으로 증차되었다. 80번 시내버스 노선이 원창동 선진여객 본사에서 청라BRT차고지로 연장하였고, 종전 300번 노선의 버스 7대는 72,80,87번에 증차분으로 투입해 운행한다.

## 운행 노선

### 간선버스
| 운행노선 | 운행구간        | 운행구간 | 운행구간   | 배차간격 (분) | 인가 대수 | 비고                                                            |
| -------- | --------------- | -------- | ---------- | ------------- | --------- | --------------------------------------------------------------- |
| 72번     | 드림파크 수영장 | ↔        | 능허대공원 | 14            | 17        | 신동아교통17-1번과 통합노선이다.                                |
| 80번     | 청라BRT차고지   | ↔        | 송내역     | 7 - 9         | 26        | 부천버스로부터 양도받은 노선이다.                               |
| 86번     | 원창동 선진여객 | ↔        | 송정역     | 23            | 7         | 강인여객로부터 양도받은 노선이다.                               |
| 87번     | 드림파크 수영장 | ↔        | 송내역     | 8 - 10        | 22        | 부천버스로부터 양도받은 노선(인천선진교통 71번과 통합노선)이다. |

### 지선버스
| 운행노선 | 운행구간         | 운행구간 | 운행구간         | 배차간격 (분) | 인가 대수 | 비고                              |
| -------- | ---------------- | -------- | ---------------- | ------------- | --------- | --------------------------------- |
| 595번    | 청라동문굿모닝힐 | ↔        | 태평아파트1차(B) | 21 - 31       | 5         | 해성운수로부터 양도받은 노선이다. |

### 광역버스
| 운행노선 | 운행구간                      | 운행구간 | 운행구간 | 배차간격 (분) | 인가 대수 | 비고                                  |
| -------- | ----------------------------- | -------- | -------- | ------------- | --------- | ------------------------------------- |
| 1200번   | 가좌동 (범양아파트)           | ↔        | 서울역   | 30 - 60       | 8         | 신동아교통으로부터 양도받은 노선이다. |
| 9300번   | 청라국제업무단지 (골드클래스) | ↔        | 강남역   | 30 - 50       | 12        | 인강여객으로부터 양도받은 노선이다.   |

## 현재 보유 차량

#### 비야디 자동차
- BYD eBus-9

#### 현대자동차
- 현대 그린시티
- 현대 블루시티
- 현대 뉴 슈퍼 에어로시티
- 현대 저상 뉴 슈퍼 에어로시티
- 현대 뉴 프리미엄 유니버스 스페이스 럭셔리
- 현대 뉴 프리미엄 유니버스 프라임
- 현대 뉴 프리미엄 유니버스 엘레강스 FCEV
- 현대 일렉시티

## 갤러리

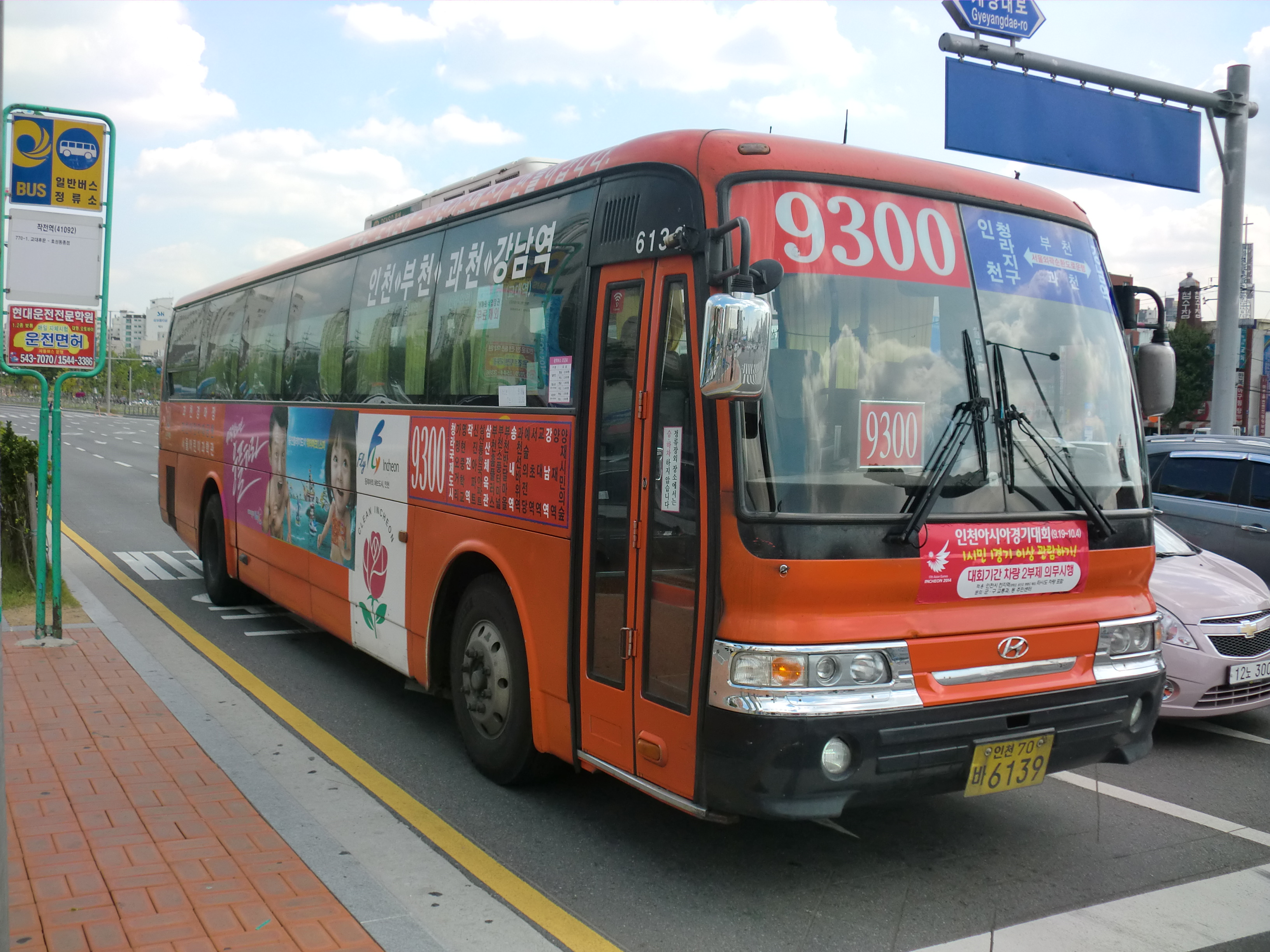
인천시내버스 9300번
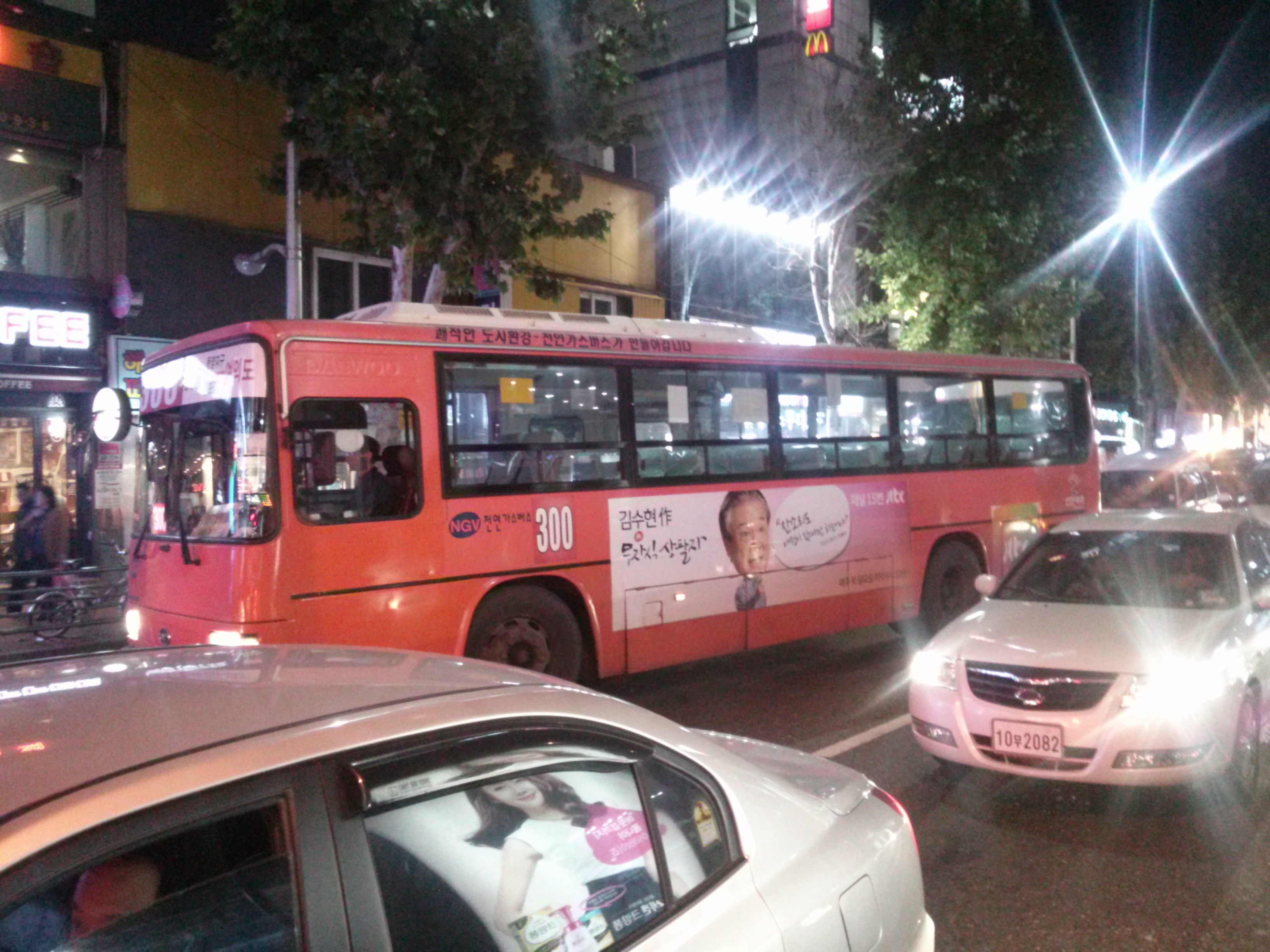
인천시내버스 300번